# Mike O’Connell
Michael Thomas „Mike“ O’Connell (* 25. November 1955 in Chicago, Illinois) ist ein ehemaliger US-amerikanischer Eishockeyspieler sowie derzeitiger -trainer und -funktionär. Der Verteidiger bestritt während seiner aktiven Karriere über 900 Spiele für die Chicago Black Hawks, Boston Bruins und Detroit Red Wings in der National Hockey League. Anschließend übernahm er zwischen 1991 und 2006 verschiedene Funktionen bei den Boston Bruins, so fungierte er unter anderem als General Manager und Cheftrainer, bevor er zu den Los Angeles Kings wechselte und seither in deren Management tätig ist.

## Karriere

### Als Spieler
Mike O’Connell wurde in Chicago geboren und wuchs unter anderem in Cleveland und in Cohasset im Bundesstaat Massachusetts auf. Dort besuchte er die Archbishop Williams High School, lief für deren Eishockeyteam auf und spielte später für die Braintree Hawks in der New England Amateur Hockey League. Zur Saison 1973/74 wechselte er zu den Kingston Canadians in die Ontario Hockey Association (OHA), die ab der Folgesaison als Ontario Major Junior Hockey League (OMJHL) firmierte. Der US-Amerikaner entschied sich somit für eine der höchsten kanadischen Juniorenligen und gegen eine Karriere an einem US-College in der National Collegiate Athletic Association. Bei den Canadians etablierte er sich in der Folge als talentierter Offensivverteidiger, so verzeichnete er 73 Scorerpunkte in 50 Spielen in der Spielzeit 1974/75 und wurde am Saisonende mit der Max Kaminsky Trophy als bester Abwehrspieler der Liga ausgezeichnet sowie ins OMJHL First All-Star Team gewählt. Anschließend berücksichtigten ihn die Chicago Black Hawks im NHL Amateur Draft 1975 an 43. Position.
Zur Saison 1974/75 wechselte O’Connell in den Profibereich und verbrachte vorerst drei Jahre beim Farmteam der Chicago Black Hawks in der Central Hockey League (CHL). Im Trikot der Dallas Black Hawks erzielte er dort in der Spielzeit 1976/77 einen Punkteschnitt von über 1,0 pro Spiel (68 in 63) und wurde infolgedessen ins First All-Star Team der CHL berufen. Sein Debüt in der National Hockey League (NHL) gab er für Chicago im Februar 1978 und etablierte sich in deren Aufgebot im Laufe der Folgesaison, die er etwa zur Hälfte bei den New Brunswick Hawks in der American Hockey League (AHL) verbrachte. Bereits nach eineinhalb Jahren mit festen Einsatzzeiten in Chicago gaben ihn die Black Hawks allerdings im Dezember 1980 an die Boston Bruins ab und erhielten im Gegenzug Al Secord.
In Boston steigerte der US-Amerikaner seine Offensivstatistiken deutlich, so übertraf er in den folgenden Jahren dreimal die Marke von 50 Scorerpunkten, während er in der Spielzeit 1983/84 mit 60 Punkten seinen Karrierebestwert verzeichnete, sich unter den zehn offensivstärksten Verteidigern der Liga platzierte und die Bruins beim NHL All-Star Game 1984 vertrat. Zudem erreichte er mit dem Team, in dem er zumeist mit Mike Milbury eine Abwehrreihe bildete, das Conference-Finale der Playoffs 1983, unterlag dort allerdings den New York Islanders. Nach über fünf Jahren transferierten ihn die Bruins kurz vor der Trade Deadline im März 1986 im Tausch für Reed Larson zu den Detroit Red Wings, bei denen er fortan als Assistenzkapitän von Steve Yzerman fungierte. Generell wurde der Verteidiger in der Motor City allerdings defensiver eingesetzt, so spielte er regelmäßig in Unterzahlsituationen. Nach der Saison 1989/90 beendete O’Connell seine aktive Karriere, in der er insgesamt 942 NHL-Spiele absolviert und dabei 472 Scorerpunkte verzeichnet hatte.

#### International
Auf internationaler Ebene nahm O’Connell mit der Nationalmannschaft der Vereinigten Staaten am Canada Cup 1981 teil und belegte dort mit der Auswahl den vierten Platz. Die gleiche Platzierung erreichte er vier Jahre später, als er das Team USA bei der Weltmeisterschaft 1985 vertrat.

### Als Trainer und Funktionär
Direkt nach dem Ende seiner aktiven Laufbahn wurde O’Connell zur Saison 1990/91 als neuer Cheftrainer der San Diego Gulls in der AHL vorgestellt. Bereits nach einem Jahr kehrte er allerdings zu den Boston Bruins zurück, die ihn als Assistenten von Headcoach Rick Bowness engagierten. Nach einer weiteren Spielzeit übernahm der US-Amerikaner als Cheftrainer Bostons AHL-Farmteam, die Providence Bruins, und trainierte die Mannschaft in den Saisons 1992/93 und 1993/94. Anschließend wechselte er ins Management der Bruins und übernahm die Position des Assistenten von General Manager Harry Sinden. Nachdem O’Connell 1998 auch die Funktion des Vice President of Hockey Operations übernommen hatte, trat er im Jahre 2000 die Nachfolge des zurückgetretenen Sinden als General Manager an.
O’Connell leitete die sportlichen Geschicke der Bruins in der Folge sechs Jahre lang, während er nach der Entlassung von Robbie Ftorek am Ende der Saison 2002/03 auch kurzzeitig als Trainer hinter die Bande zurückkehrte. Insgesamt trainierte er das Team für die restlichen drei Spiele der regulären Saison sowie für die fünf Partien der ersten Playoff-Runde, die die Bruins mit 1:4 gegen die New Jersey Devils verloren. Als General Manager legte er durch seine Kaderzusammenstellung einige Grundsteine für den Stanley-Cup-Gewinn des Teams im Jahre 2011, so verpflichtete er unter anderem Tim Thomas und wählte Patrice Bergeron sowie David Krejčí im NHL Entry Draft aus. Zugleich wurde er jedoch für einige umstrittene Tauschgeschäfte kritisiert, insbesondere für den Transfer von Joe Thornton nach San Jose, der noch im gleichen Jahr die Hart Memorial Trophy gewinnen sollte. Unter anderem aufgrund dessen wurde O’Connell im März 2006 entlassen und durch Peter Chiarelli ersetzt.
In der Folge wurde er von den Los Angeles Kings angestellt, für die er seither für die Spielerentwicklung zuständig ist. Von 2006 bis 2013 fungierte er dabei als Director of Player Development und ist seit der Saison 2013/14 als Development Coach sowie allgemein als Berater des Managements tätig. Bei den Stanley-Cup-Siegen der Kings in den Jahren 2012 und 2014 wurde er jeweils auf der Trophäe verewigt.

## Erfolge und Auszeichnungen
| - 1975 Max Kaminsky Trophy - 1975 OMJHL First All-Star Team - 1977 CHL Most Valuable Defenseman Award | - 1977 CHL First All-Star Team - 1984 Teilnahme am NHL All-Star Game |

## Karrierestatistik

### International
Vertrat die USA bei:
- Canada Cup 1981
- Weltmeisterschaft 1985

(Legende zur Spielerstatistik: Sp oder GP = absolvierte Spiele; T oder G = erzielte Tore; V oder A = erzielte Assists; Pkt oder Pts = erzielte Scorerpunkte; SM oder PIM = erhaltene Strafminuten; +/− = Plus/Minus-Bilanz; PP = erzielte Überzahltore; SH = erzielte Unterzahltore; GW = erzielte Siegtore; 1 Play-downs/Relegation; Kursiv: Statistik nicht vollständig)

## Persönliches
Sein Bruder Tim O’Connell lief in der Spielzeit 1976/77 für die San Diego Mariners in der World Hockey Association auf, beendete seine Profikarriere allerdings nach nur einer Saison. Des Weiteren war ihr Vater Tommy O’Connell in den 1950er Jahren als Quarterback in der National Football League aktiv.